# Bissy-sous-Uxelles
Pour les articles homonymes, voir Bissy.
Bissy-sous-Uxelles est une commune française située dans le département de Saône-et-Loire, en région Bourgogne-Franche-Comté.

## Géographie
Le village de Bissy-sous-Uxelles est bâti sur le flanc est d'un petit chaînon calcaire attenant aux monts du Mâconnais, en grande partie boisée et planté de quelques parcelles de vigne.
À noter : la commune comprend, en plus du village-bourg de Bissy, une partie du minuscule hameau de Colombier-sous-Uxelles (partagé avec la commune voisine de Bresse-sur-Grosne, et dénommé dans son autre partie Colombier-le-Haut).
Le village est situé à vol d'oiseau à environ 7 km au sud-est de Saint-Gengoux-le-National, 14 km au sud-ouest de Sennecey-le-Grand et 14,5 km à l'ouest de Tournus. La ville de Chalon-sur-Saône est éloignée de 26 km tandis que Mâcon est distante de 30 km.

### Climat
Pour des articles plus généraux, voir Climat de la Bourgogne-Franche-Comté et Climat de Saône-et-Loire.
En 2010, le climat de la commune est de type climat océanique dégradé des plaines du Centre et du Nord, selon une étude du Centre national de la recherche scientifique s'appuyant sur une série de données couvrant la période 1971-2000. En 2020, Météo-France publie une typologie des climats de la France métropolitaine dans laquelle la commune est dans une zone de transition entre le climat océanique altéré et le climat océanique altéré et est dans la région climatique Bourgogne, vallée de la Saône, caractérisée par un bon ensoleillement (1 900 h/an), un été chaud (18,5 °C), un air sec au printemps et en été et des vents faibles.
Pour la période 1971-2000, la température annuelle moyenne est de 11,1 °C, avec une amplitude thermique annuelle de 17,7 °C. Le cumul annuel moyen de précipitations est de 866 mm, avec 11,2 jours de précipitations en janvier et 7,4 jours en juillet. Pour la période 1991-2020, la température moyenne annuelle observée sur la station météorologique de Météo-France la plus proche, « Jalogny_sapc », sur la commune de Jalogny à 18 km à vol d'oiseau, est de 11,2 °C et le cumul annuel moyen de précipitations est de 873,4 mm. 
La température maximale relevée sur cette station est de 39,6 °C, atteinte le 12 août 2003 ; la température minimale est de −21,6 °C, atteinte le 17 janvier 1985,,.
Les paramètres climatiques de la commune ont été estimés pour le milieu du siècle (2041-2070) selon différents scénarios d'émission de gaz à effet de serre à partir des nouvelles projections climatiques de référence DRIAS-2020. Ils sont consultables sur un site dédié publié par Météo-France en novembre 2022.

## Urbanisme
La commune comporte environ six kilomètres de voies (routes et chemins communaux).
Elle est par ailleurs propriétaire de 126 hectares de terrains, soit plus du tiers de la surface du territoire de Bissy-sous-Uxelles.

### Typologie
Au 1er janvier 2024, Bissy-sous-Uxelles est catégorisée commune rurale à habitat dispersé, selon la nouvelle grille communale de densité à sept niveaux définie par l'Insee en 2022.
Elle est située hors unité urbaine et hors attraction des villes,.

### Occupation des sols
L'occupation des sols de la commune, telle qu'elle ressort de la base de données européenne d’occupation biophysique des sols Corine Land Cover (CLC), est marquée par l'importance des territoires agricoles (62,3 % en 2018), en diminution par rapport à 1990 (67 %). La répartition détaillée en 2018 est la suivante : prairies (48,5 %), forêts (37,7 %), terres arables (13,9 %). L'évolution de l’occupation des sols de la commune et de ses infrastructures peut être observée sur les différentes représentations cartographiques du territoire : la carte de Cassini (XVIIIe siècle), la carte d'état-major (1820-1866) et les cartes ou photos aériennes de l'IGN pour la période actuelle (1950 à aujourd'hui).

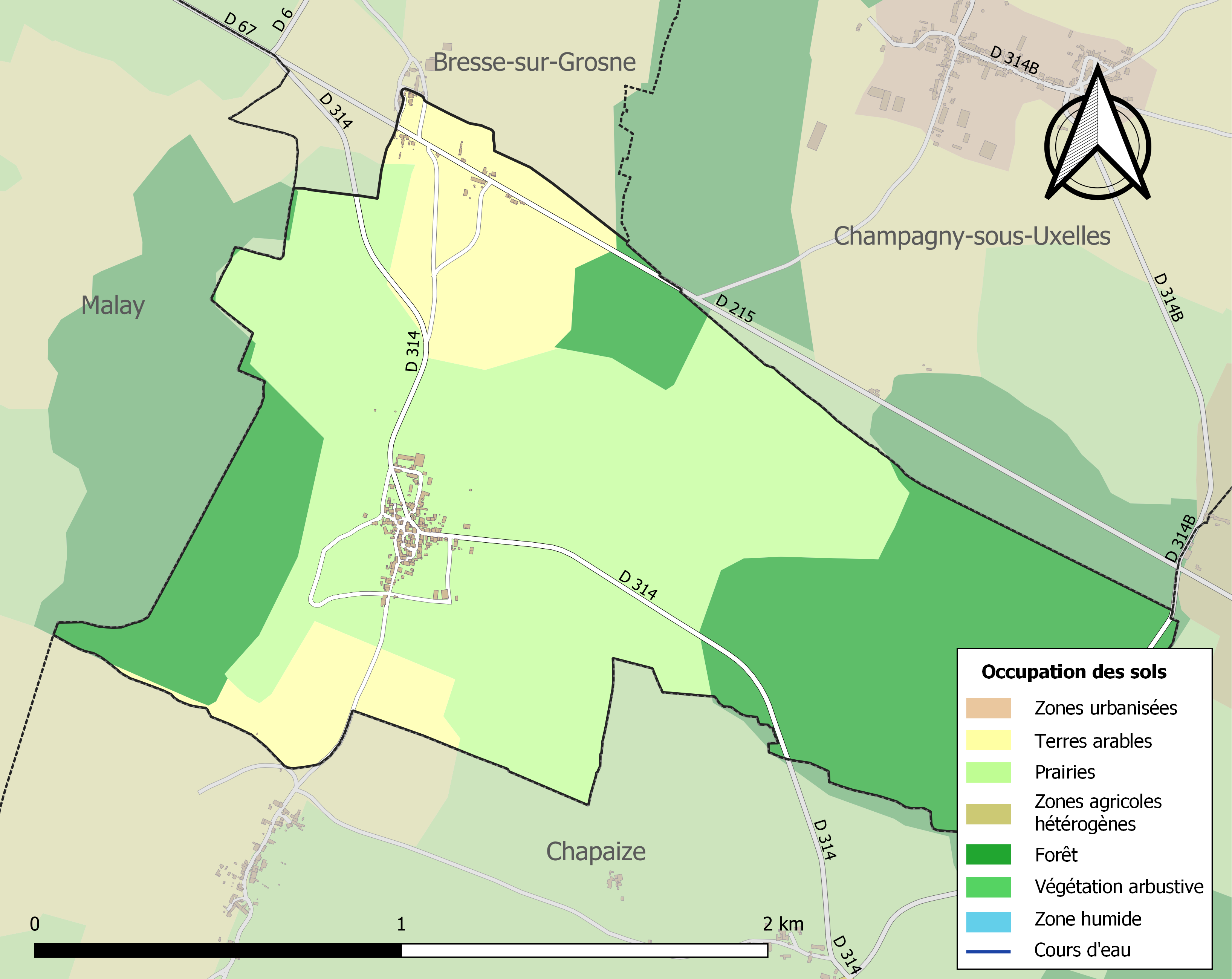
Carte des infrastructures et de l'occupation des sols de la commune en 2018 (CLC).

## Toponymie
Le nom du village proviendrait du gentilice romain Bessius.

## Histoire
Des traces d'habitat gallo-romain sont décelables à plusieurs endroits de la commune ; en particulier, une villa gallo-romaine a été repérée aux abords de l'étang du Grand-Bois (parements en mosaïque mis au jour).

## Politique et administration
| Période                                  | Période    | Identité                           | Étiquette | Qualité                                                                                    |
| ---------------------------------------- | ---------- | ---------------------------------- | --------- | ------------------------------------------------------------------------------------------ |
| 1935                                     | 1979 décès | Romain Buffet                      | CNIP      | Pépiniériste Conseiller général du canton de Saint-Gengoux-le-National Député (1968-1978). |
| 1980                                     | mars 2008  | Dominique Perruchot de La Bussière |           | Agriculteur                                                                                |
| mars 2008                                | en cours   | Michelle Pépé                      |           |                                                                                            |
| Les données manquantes sont à compléter. |            |                                    |           |                                                                                            |

## Démographie
L'évolution du nombre d'habitants est connue à travers les recensements de la population effectués dans la commune depuis 1793. Pour les communes de moins de 10 000 habitants, une enquête de recensement portant sur toute la population est réalisée tous les cinq ans, les populations de référence des années intermédiaires étant quant à elles estimées par interpolation ou extrapolation. Pour la commune, le premier recensement exhaustif entrant dans le cadre du nouveau dispositif a été réalisé en 2005.

En 2022, la commune comptait 68 habitants, en évolution de −1,45 % par rapport à 2016 (Saône-et-Loire : −1,06 %, France hors Mayotte : +2,11 %).
| 1793 | 1800 | 1806 | 1821 | 1831 | 1836 | 1841 | 1846 | 1851 |
| ---- | ---- | ---- | ---- | ---- | ---- | ---- | ---- | ---- |
| 308  | 320  | 321  | 321  | 337  | 353  | 345  | 315  | 308  |

| 1856 | 1861 | 1866 | 1872 | 1876 | 1881 | 1886 | 1891 | 1896 |
| ---- | ---- | ---- | ---- | ---- | ---- | ---- | ---- | ---- |
| 302  | 311  | 292  | 291  | 299  | 288  | 264  | 253  | 220  |

| 1901 | 1906 | 1911 | 1921 | 1926 | 1931 | 1936 | 1946 | 1954 |
| ---- | ---- | ---- | ---- | ---- | ---- | ---- | ---- | ---- |
| 214  | 199  | 182  | 170  | 147  | 124  | 147  | 151  | 127  |

| 1962 | 1968 | 1975 | 1982 | 1990 | 1999 | 2005 | 2006 | 2010 |
| ---- | ---- | ---- | ---- | ---- | ---- | ---- | ---- | ---- |
| 109  | 113  | 79   | 71   | 62   | 59   | 68   | 68   | 67   |

| 2015 | 2020 | 2022 | - | - | - | - | - | - |
| ---- | ---- | ---- | - | - | - | - | - | - |
| 70   | 70   | 68   | - | - | - | - | - | - |

## Culture locale et patrimoine

### Lieux et monuments

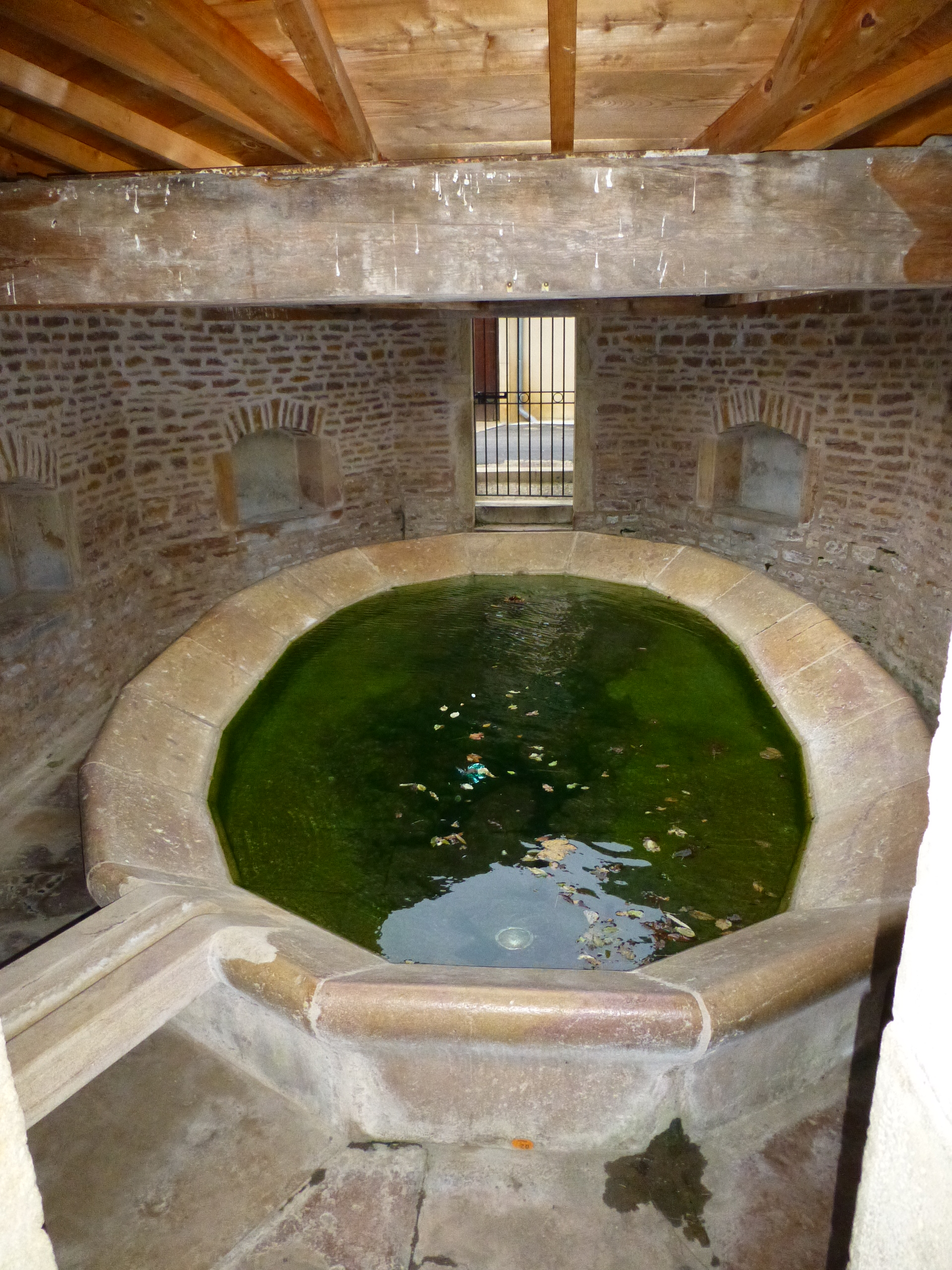
Le lavoir et son étonnant bassin de forme ovale.

- Église, datant de la fin du XVIIIe siècle. Elle est dédiée à saint Laurent[20] et son clocher dispose depuis 2014 d'une cloche de 575,5 kg fondue par Paccard[21].
- Lavoir du XIXe siècle[22] présentant la particularité remarquable de disposer d'un bassin de forme ovale[23].

### Personnalités liées à la commune
- Romain Buffet (1905-1979), homme politique français et résistant.
- Raymond Legrand (1908-1974), musicien, est inhumé dans la commune.

## Pour approfondir